# Sollinger Hütte

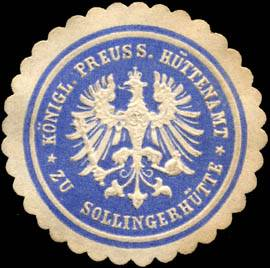
Siegelmarke Königlich Preussische Hüttenamt zu Sollingerhütte

Die Sollinger Hütte in Uslar war ein Hütten- und Metallbauunternehmen. Sie gehörte zu den wichtigsten Brückenlager- und Dehnfugenherstellern. Ebenfalls zum Aufgabenfeld gehörten Ingenieurleistungen im (Brücken-)Bauwerksbereich.
Im westlichen Teil der Kernstadt gelegen wurde sie im Jahre 1715 als königliche Eisenhütte gegründet, um der notleidenden Bevölkerung eine zusätzliche Beschäftigung anzubieten. Dies bot sich aufgrund der Eisenerzvorkommen sowie des Wasser- (durch den Bach Ahle) und Holzreichtums der Region (durch den Wald Solling) als zwingend notwendige Ressourcen für einen solchen Betrieb an. Auch Nähe zur Weser in Bodenfelde als Transportweg ließ diesen Hüttenbetrieb im 18. Jahrhundert prosperieren. In den kurhannoverschen Eisenhüttenverband integriert, wurden hier hauptsächlich Gussstahl, Modelleisen, Stabeisen, aber auch Endprodukte wie Sensenblätter, Öfen und Ofenplatten und weitere Haushaltsgeräte wie Waffeleisen, Mörser sowie Töpfe hergestellt.
1915 wurde die Hütte privatisiert und war in beiden Weltkriegen ein wichtiger Rüstungsbetrieb. Bereits einige Zeit vor der offiziellen Eröffnung der Bahnstrecke Uslar–Schönhagen (Han) wurde durch einen Abzweig dieser Nebenbahn der Sollingbahn auch die Bahn als Transportweg erschlossen. In den „goldenen Zeiten“ der Stadt in den 1950er und 1960er Jahren wies der Betrieb unter Hans A. Kampmann über 500 Mitarbeiter (zeitweilig über 600) auf. Ebenso florierten seinerzeit auch die ansässigen weltbekannten Ilse-Möbelwerke als zweiter größerer lokaler Arbeitgeber (mit mehr als 2000 Mitarbeitern am Ort). 1966 wurden erstmals Komponenten für den Brückenbau gefertigt. Zur gleichen Zeit wurde an der Konstruktion der weltweit ersten Scheibenbremsachsen für Lkw gearbeitet. Und eine Serie von Motor-Draisinen (mit 30 PS VW-Boxer Industriemotoren) wurde nach Neuguinea ausgeliefert.
Zwischen 1959 und 1973 baute die Sollinger Hütte im Auftrag der Henry Escher KG Dortmund insgesamt 17 Porscheloks, Parkbahnen für den Betrieb in Bundesgartenschauen. Die Aufbauten entstanden bei der Firma „PIO Karosseriebau“ in Hamburg-Fischbek. Die Züge fuhren u. a. in Planten un Blomen (Hamburg), Westfalenpark (Dortmund). Aktuell fahren noch Züge in Amsterdam (Amstelpark), Karlsruhe (Schlossgartenpark), Köln (Rheinpark) und Saarbrücken (Deutsch-Französischer Garten).

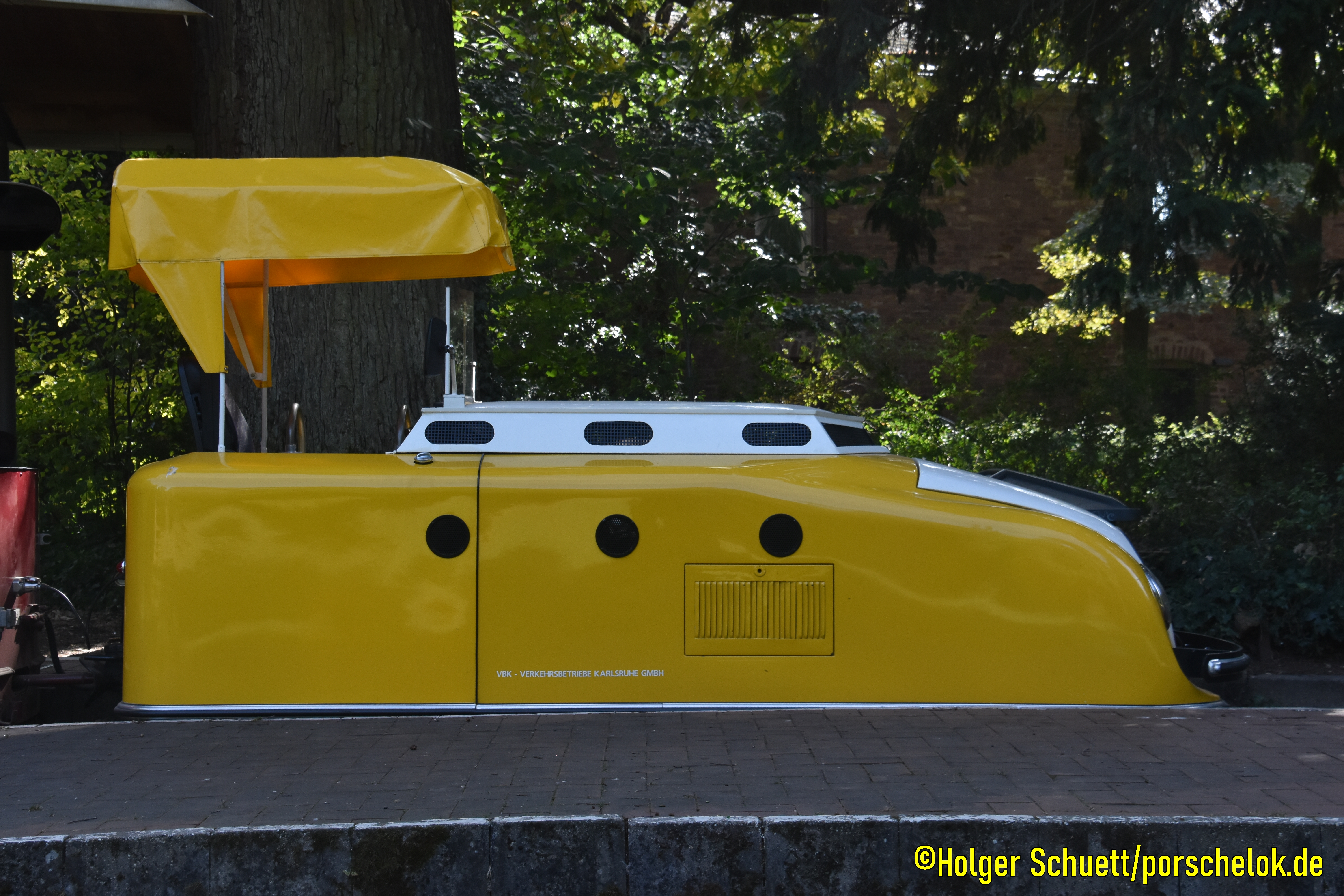
Porschelok Serie 2 Baujahr 1960 in Karlsruhe 2019

Anfang der 1980er Jahre verfügte der Betrieb über einen der wenigen für den Schienenverkehr umgebauten VW-Busse. Die Hütte nutze auch die genannte Bahnstrecke als Teststrecke für die ebenfalls dort hergestellten Bahnbaumaschinen. Im Jahre 1983 wurde schließlich aufgrund von Auftragsrückgängen Konkurs angemeldet und die Gießerei stillgelegt. Seit 1984 beschäftigt sich der Betrieb ausschließlich mit der Entwicklung, Herstellung, Einbau und Reparatur von Lagern und Fahrbahnübergängen für Brücken und Bauwerke. Heute firmiert der Betrieb als „RW Sollinger Hütte GmbH“ und gehört zur Firmengruppe „Reisner & Wolff (RW)“, die ihren Hauptsitz im österreichischen Wels hat, nachdem der Betrieb zwischenzeitlich auch zu „Federal Mogul“ gehörte. Die Sollinger Hütte ist nicht mit der Eisen- und Metallgießerei „F.A.Schneider GmbH“ zu verwechseln, die ebenfalls im Uslarer Westen angesiedelt ist.
Die Produktion gliederte sich seinerzeit auf drei Standorte auf: Die sogenannte Oberhütte im Uslarer Westen am Ortsausgang Richtung Sohlingen und Höxter bzw. Holzminden. Hierzu gehörten ein Hochofen sowie ein Eisenhammer. An der Unterhütte um Uslarer Süden am Ortsausgang Richtung Bodenfelde und Kassel standen zwei Frischfeuer und einige Zainhämmer. Ein dritter Teil lag am Kupferhammer im Nordwesten Uslars. Hier wurde schon seit erheblich längerer Zeit vor Gründung Metall verarbeitet. Anlagen befinden sich heute nur noch an der Oberhütte, wo heute noch die Firma ansässig ist. In einem nach dem Konkurs leerstehenden Bürogebäude auf dem Firmengelände an der Bundesstraße 241 befanden sich in den 1990er Jahren zeitweilig kleine Gewerbe. In einer Seitenstraße hingegen haben sich schon seit Mitte der 1980er Jahre diverse kleine Firmen niedergelassen. Die Namen Ober- und Unterhütte sowie Kupferhammer werden auch heute noch von der örtlichen Bevölkerung verwendet, um die entsprechenden Teile der Uslarer Kernstadt zu benennen, die offiziell nicht weiter unterteilt ist. Die Angestellten wurden seinerzeit „die Hüttjer“ genannt und bildeten eine lange Zeit die Arbeiterelite in Uslar aufgrund ihrer doch hohen Qualifikation und Lohnes. Nach dem ehemaligen Firmenchef Kampmann ist an der Oberhütte auch eine Straße benannt. Am Weserkai an der Schlagd in Bodenfelde wurde langjährig für den Transport auf der Weser ein Magazin unterhalten.
2014 wurde das Unternehmen von der mageba sa übernommen. Die mageba ist eine Herstellerin von Brückenlagern, Fahrbahnübergängen und weiteren Produkten und Dienstleistungen für den Hoch- und Tiefbau mit Hauptsitz in Bülach, Schweiz.